# Paracontias fasika
Paracontias fasika là một loài thằn lằn trong họ Scincidae. Loài này được Köhler, Erbacher & Glaw mô tả khoa học đầu tiên năm 2010.